# Opisthoteuthis calypso
Opisthoteuthis calypso é uma espécie de molusco pertencente à família Opisthoteuthidae.
A autoridade científica da espécie é Villanueva, Collins, Sánchez & Voss, tendo sido descrita no ano de 2002.
Trata-se de uma espécie presente no território português, incluindo a zona económica exclusiva.